# آب‌انبار کرک
آب‌انبار کرک مربوط به اواخر دوره قاجار است و در اردکان، خیابان آیت‌الله خامنه‌ای، خیابان آیت‌الله فکور، کوچه شماره ۵۲ واقع شده و این اثر در تاریخ ۲ بهمن ۱۳۸۲ با شمارهٔ ثبت ۱۰۸۵۶ به‌عنوان یکی از آثار ملی ایران به ثبت رسیده است.